# Eduard Herrmann (Bischof)
Eduard Herrmann (* 1. Dezember 1836 in Schönfelde; † 3. März 1916 in Frauenburg) war ein deutscher katholischer Geistlicher und Mitglied des Deutschen Reichstags.

## Leben
Herrmann besuchte die Gymnasien in Hohenstein und Braunsberg und das Lyceum Hosianum in Braunsberg. 1859 wurde er Kaplan in Stuhm und 1861 Kaplan in Königsberg, sowie 1864 Kuratus in Insterburg. Von 1869 bis 1898 war er Pfarrer in Bischofsburg. Später wurde er auch Domkapitular von Frauenburg. Ab 1901 war er Weihbischof im Ermland und Titularbischof von Cybistra.
Von 1894 bis 1903 war er Mitglied des Preußischen Abgeordnetenhauses und von 1898 bis 1903 des Deutschen Reichstags für den Reichstagswahlkreis Regierungsbezirk Königsberg 9 und die Deutsche Zentrumspartei.